# Pleš (Slowakei)
Pleš, ungarisch Pilis (bis 1927 slowakisch „Piliš“; ungarisch auch Fülekpilis) ist eine Gemeinde im Süden der Slowakei mit 185 Einwohnern (Stand 31. Dezember 2024). Sie gehört zum Okres Lučenec, einem Kreis des Banskobystrický kraj, und ist zugleich Teil der traditionellen Landschaft Novohrad.

## Geographie

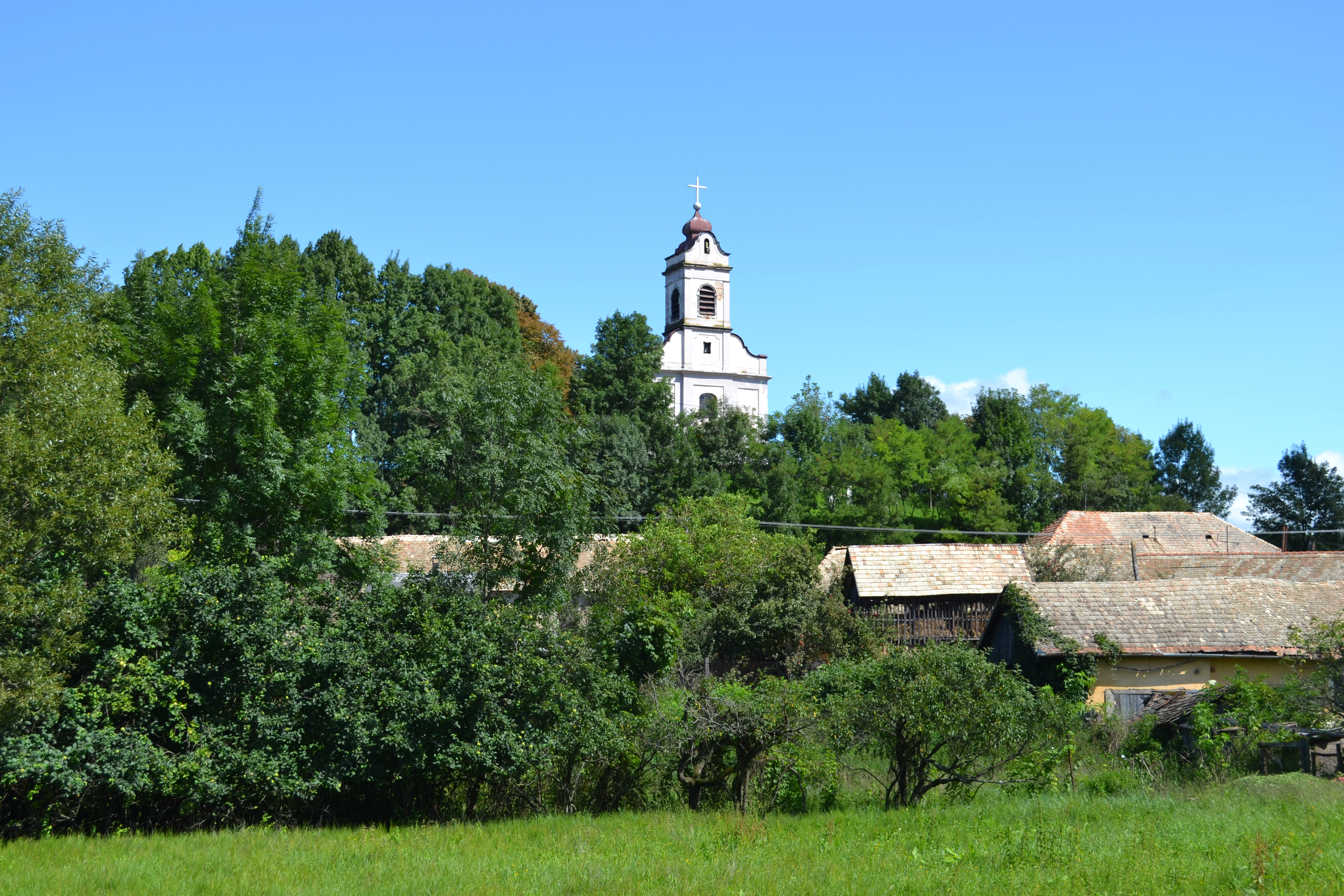
Pleš

Die Gemeinde befindet sich im Westteil des Berglands Cerová vrchovina im Tal des Plešský potok im Einzugsgebiet des Ipeľ, nahe der Staatsgrenze zu Ungarn. Das Ortszentrum liegt auf einer Höhe von 240 m n.m. und ist 15 Kilometer von Lučenec entfernt.
Nachbargemeinden sind Trebeľovce im Norden, Ratka im Nordosten, Čakanovce im Osten, Karancsberény (H) im Süden, Lipovany im Südwesten und Mučín im Westen.

## Geschichte
Pleš wurde zum ersten Mal 1246 als Pelys schriftlich erwähnt und war zuerst Besitz der Familie Zách, ab 1319 Szécsényi. Zwischen 1554 und 1593 stand der Ort unter türkischer Besetzung. 1828 zählte man 64 Häuser und 578 Einwohner, die als Landwirte und Schafhalter beschäftigt waren. Es gab ein Großgut der Familie Török.
Bis 1918/1919 gehörte der im Komitat Neograd liegende Ort zum Königreich Ungarn und kam danach zur Tschechoslowakei beziehungsweise heute Slowakei. Auf Grund des Ersten Wiener Schiedsspruchs lag er von 1938 bis 1944 noch einmal in Ungarn. 

## Bevölkerung
| Jahr                | 1994 | 2004    | 2014    | 2024     |
| ------------------- | ---- | ------- | ------- | -------- |
| Anzahl der Personen | 223  | 235     | 223     | 185      |
| Unterschied         |      | +5,38 % | −5,10 % | −17,04 % |

| Jahr                | 2023 | 2024    |
| ------------------- | ---- | ------- |
| Anzahl der Personen | 188  | 185     |
| Unterschied         |      | −1,59 % |

Gemäß der Volkszählung 2011 wohnten in Pleš 218 Einwohner, davon 104 Slowaken, 83 Magyaren und 25 Roma. Ein Einwohner gab eine andere Ethnie an und fünf Einwohner machten keine Angabe zur Ethnie.
172 Einwohner bekannten sich zur römisch-katholischen Kirche, fünf Einwohner zu den Zeugen Jehovas und ein Einwohner zur Evangelischen Kirche A. B. Sieben Einwohner waren konfessionslos und bei 33 Einwohnern wurde die Konfession nicht ermittelt.

## Bauwerke und Denkmäler
- römisch-katholische Peter-und-Paul-Kirche im klassizistischen Stil aus dem Jahr 1830